# 橋本愛 (1996年生)
橋本 愛（はしもと あい、1996年〈平成8年〉1月12日 - ）は、日本の女優。熊本県熊本市出身。ソニー・ミュージックアーティスツ（2024年まで）を経てEDEN所属。

## 略歴
3姉妹の次女として生まれ、2008年、姉妹の中で一番顔が濃いという理由で母が応募したニューカム「HUAHUAオーデション」にてグランプリを受賞し、芸能界デビュー。自分のオーディションを思い返してもグランプリになる理由が分からず、詐欺だと思ったという。同年に開催された「第33回 ホリプロタレントスカウトキャラバン」では、最終候補者に選ばれるがグランプリ・特別賞の受賞は逃した。
2009年、女性ファッション雑誌『Seventeen』のミス・セブンティーンに、応募総数5,267人の中から工藤えみ、高田有紗、広瀬アリスと共に、グランプリ受賞者の中で最年少で選ばれた。また、映画『Give and Go』で映画初出演（初主演）。難聴を抱えながらバスケットボールに熱中する少女を演じた。
2010年、映画『告白』に出演し、クラス委員長の少女で重要な役どころを演じて注目を集めた。その後、多数の主役を務め、『貞子3D』では貞子を演じて再び注目を集める。
2013年、 ヒロイン・東原かすみ役を務めた映画『桐島、部活やめるってよ』などの演技が評価され、第86回キネマ旬報ベスト・テン新人女優賞、第36回日本アカデミー賞新人俳優賞などを受賞した。同年、NHK連続テレビ小説『あまちゃん』で能年玲奈演じる天野アキの親友役の足立ユイを演じる。12月31日に放送された第64回NHK紅白歌合戦では、『あまちゃん』をテーマとした企画コーナー“『あまちゃん』特別編”にて、天野アキ役の能年玲奈と“潮騒のメモリーズ”で『潮騒のメモリー』の1番を歌唱した。最後は出演者全員により『地元に帰ろう』を合唱した。2014年5月をもって4年半務めた『Seventeen』の専属モデルを卒業した。2015年2月、主演映画2作（『リトル・フォレスト』『ワンダフルワールドエンド』）が第65回ベルリン国際映画祭で上映され、海外の映画祭に初めて参加した。2018年、大河ドラマ『西郷どん』に西郷隆盛の最初の妻・須賀役で出演。翌2019年の『いだてん〜東京オリムピック噺〜』にも出演し、2年続けて大河ドラマに出演する。2018年、主演作品『ここは退屈迎えに来て』が、第37回バンクーバー国際映画祭の「ゲートウェイ」部門に出品される。2021年、大河ドラマ『青天を衝け』で主人公・渋沢栄一の妻千代を演じる。2021年、2022年には東京国際映画祭のフェスティバル・アンバサダーを、2024年にはコンペティション部門の審査委員を務める。2022年、7月スタートの日本テレビ系ドラマ『家庭教師のトラコ』で、民放の連続ドラマ初主演を果たし、伝説の家庭教師・根津寅子を演じた。2024年6月、翌2025年の大河ドラマ『べらぼう〜蔦重栄華乃夢噺〜』にて主人公の妻・ていを演じることが発表された。大河ドラマで3度目の「主人公の正妻」役での出演となる。
2024年12月31日をもって、所属事務所ソニー・ミュージックアーティスツを退所した。以降は同事務所の後輩だった久保田紗友とともにEDENに所属する（久保田も同時に退所＆移籍）。

## 人物
『桐島、部活やめるってよ』ではバドミントン部員のカスミ役を演じたが、橋本自身も中学時代は熊本市内の公立中学校でバドミントン部に所属していた。
役者の森川葵は交友の深い友人。
女優を始めたばかりの頃はこの仕事が好きではなく、いつでも辞めてもいいという気持ちだった。だが、石井隆監督の『人が人を愛することのどうしようもなさ』のDVDを見てひたすら泣いたのを機に、映画を見ることが好きになり、古い作品やポルノ映画などを漁るように見るようになると、映画史を汚さないよう、いい映画を残したいと思うようになり、やる気の向上に繋がったという。
筋金入りのファッション好きで、ヨーロッパの都市やニューヨークのファッションに注目し、日頃からスタイリストと情報交換したり海外通販を駆使して日本未上陸のブランドの服を手に入れている。

## 受賞歴
- 2012年
  - 第4回TAMA映画賞 最優秀新進女優賞（『桐島、部活やめるってよ』『Another』『HOME 愛しの座敷わらし』『貞子3D』など）[27]
  - 第34回ヨコハマ映画祭 最優秀新人賞（『桐島、部活やめるってよ』『Another』『ツナグ』『HOME 愛しの座敷わらし』）[28]
  - 第86回キネマ旬報ベスト・テン 新人女優賞（『桐島、部活やめるってよ』『Another』『ツナグ』ほか）[11]
  - 第36回日本アカデミー賞 新人俳優賞（『桐島、部活やめるってよ』『HOME 愛しの座敷わらし』『Another』）[29]
  - 第17回日本インターネット映画大賞  ニューフェイスブレイク賞（『Another』『HOME 愛しの座敷わらし』『ツナグ』『桐島、部活やめるってよ』）[30]
- 2013年
  - 第4回日本シアタースタッフ映画祭 助演女優賞（『桐島、部活やめるってよ』）[31]
- 2014年
  - 第38回エランドール賞新人賞[32]

## 出演

### 映画
- Give and Go（2010年8月21日） - 主演・大島夏希役[注 3]
- 告白（2010年6月5日、東宝） - 北原美月 役[33]
- 管制塔（2011年4月9日、ソニー・ミュージックエンタテインメント / エスエムイーレコーズ） - 主演・滝本瑞穂 役[34]
- アバター（2011年4月30日、太秦） - 主演・阿武隈川道子 役[35]
- 大木家のたのしい旅行 新婚地獄篇（2011年5月14日、ギャガ） - ヨシコ 役
- HOME 愛しの座敷わらし（2012年4月28日、東映） - 高橋梓美 役
- 貞子3D（2012年5月12日、角川映画） - 貞子 役[8]
- スープ〜生まれ変わりの物語〜（2012年7月7日、東京テアトル） - 西村千秋 役
- Another アナザー（2012年8月4日、東宝） - 主演・見崎鳴 役[36]
- 桐島、部活やめるってよ（2012年8月11日、ショウゲート） - 東原かすみ 役
- BUNGO〜ささやかな欲望〜 告白する紳士たち 「鮨」（2012年9月29日、角川映画） - 主演・ともよ 役[37]
- ツナグ（2012年10月6日、東宝） - 嵐美砂 役
- さよならドビュッシー（2013年1月26日、東京テアトル） - 主演・香月遥 役[38]
- くちづけ（2013年5月25日、東映） - 国村はるか 役
- 俺はまだ本気出してないだけ（2013年6月15日、松竹） - ヒロイン・大黒鈴子 役
- 大人ドロップ（2014年4月4日、東宝映像事業部） - ヒロイン・入江杏 役[39]
- 渇き。（2014年6月27日、ギャガ） - 森下 役[40]
- リトル・フォレスト 夏・秋（2014年8月30日、松竹メディア事業部） - 主演・いち子 役[41][42]
- リトル・フォレスト 冬・春（2015年2月14日、同上） - 主演・いち子役
- 寄生獣（2014年11月29日、東宝） - ヒロイン・村野里美 役[43]
- ワンダフルワールドエンド（2015年1月17日、SPOTTED PRODUCTIONS） - 主演・早野詩織 役[44]
- 寄生獣 完結編（2015年4月25日、東宝） - ヒロイン・村野里美 役
- 残穢 -住んではいけない部屋-（2016年1月30日、松竹） - 久保 役[45]
- シェル・コレクター（2016年2月27日、ビターズ・エンド） - 嶌子 役[46]
- うつくしいひと（2016年） - 主演・透子 役[注 4][47]
- バースデーカード（2016年10月22日、東映） - 主演・紀子 役[48]
- 古都（2016年12月3日、DLE） - 佐田舞 役[49]
- PARKS パークス（2017年4月22日、boid） - 主演・吉永純 役 [50]
- 美しい星（2017年5月26日、ギャガ） - 大杉暁子 役[51]
- ここは退屈迎えに来て（2018年10月19日、KADOKAWA） - 主演・「私」 役[52]
- オズランド 笑顔の魔法おしえます。（2018年10月26日、HIGH BROW CINEMA / ファントム・フィルム） - 玉地弥生 役[53]
- 21世紀の女の子「愛はどこにも消えない」（2019年2月8日、ABCライツビジネス） - 主演[54]
- グッドバイ〜嘘からはじまる人生喜劇〜（2020年2月14日、 キノフィルムズ） - 水原ケイ子 役[55]
- 私をくいとめて（2020年12月18日、日活） - 皐月 役[56]
- ホリック xxxHOLiC（2022年4月29日、松竹 / アスミック・エース） - 座敷童 役[57]
- 熱のあとに（2024年2月2日、ビターズ・エンド） - 主演・小泉沙苗 役[58][59][60][61]
- ハピネス（2024年5月17日、バンダイナムコフィルムワークス） - 国木田月子 役[62]
- 劇場版 アナウンサーたちの戦争（2024年8月16日、ナカチカピクチャーズ） - 和田実枝子 役[63]
- 私にふさわしいホテル（2024年12月27日、日活 / KDDI） - 須藤 役[64]
- 早乙女カナコの場合は（2025年3月14日、日活 / KDDI） - 主演・早乙女カナコ 役[65]
- BAUS 映画から船出した映画館（2025年3月21日、boid / コピアポア・フィルム） - ハナエ 役[66]
- リライト（2025年6月13日、バンダイナムコフィルムワークス） - 雨宮友恵 役[67]
- アフター・ザ・クエイク（2025年10月3日公開予定、ビターズ・エンド） - 小村未名 役[68]

### ドラマ

#### テレビドラマ
- MM9-MONSTER MAGNITUDE- 第3話 - 第13話（2010年7月21日 - 9月29日、MBS） - 二田良秋津 役
- 私が初めて創ったドラマ 「リボルバーズ」（2011年2月4日、NHK） - ミカ 役
- カクセイ〜恐怖に目覚める6つのストーリー 「プロローグ / エピローグ」（2011年3月31日、フジテレビ） - 主演・真鍋ユキ 役
- 新 あなたの知らない世界 「色あせた最後のラブレター」（2011年8月25日、日本テレビ） - 主演・絵里子 役
- 罪と罰 A Falsified Romance（2012年4月29日 - 6月3日、WOWOW） - 馬場光 役
- 宮部みゆき 4週連続 “極上”ミステリー 第1夜 理由（2012年5月7日、TBS） - 石田由香利 役
- はつ恋（2012年5月22日 - 7月17日、NHK） - 豊崎緑（1984年代） 役
- イロドリヒムラ 第3話（2012年10月29日、TBS） - 橋本愛 / 梨奈 役
- スイーツ! 〜嗚呼、甘き青春よ〜（2012年12月7日、NHK福岡） - 瓜生桃子 役
- 連続テレビ小説 あまちゃん（2013年4月4日 - 9月28日、NHK） - 足立ユイ 役
- ハードナッツ! 〜数学girlの恋する事件簿〜（2013年10月20日 - 12月8日、NHK BSプレミアム） - 主演・難波くるみ 役[69]
- 青山ワンセグ開発 ねんりき! 北石器山高校超能力研究部（2014年2月6日 - 27日、NHK Eテレ） - 主演・育子 役[70]
- 若者たち2014（2014年7月9日 - 9月24日、フジテレビ） - 永原香澄 役
- 大河ドラマ（NHK）
  - 西郷どん 第7話・第8話 （2018年2月18日・25日） - 須賀 役[14]
  - いだてん〜東京オリムピック噺〜（2019年） - 小梅 役[15]
  - 青天を衝け（2021年） - 渋沢（尾高）千代 役[71]
  - べらぼう〜蔦重栄華乃夢噺〜（2025年） - てい 役[72]
- dele 第5話（2018年8月24日 、テレビ朝日） - 楠瀬百合子 役[73]
- 長閑の庭（2019年6月2日 - 6月23日 、NHK BSプレミアム） - 主演・朝比奈元子 役[74]
- 同期のサクラ（2019年10月9日 - 12月18日、日本テレビ） - 月村百合 役[75]
- 連続ドラマW「パレートの誤算 〜ケースワーカー殺人事件」（2020年3月7日 - 4月4日、WOWOW） - 主演・牧野聡美 役[76]
- 35歳の少女（2020年10月10日 - 12月12日、日本テレビ） - 時岡愛美 役[77]
- 家庭教師のトラコ（2022年7月20日[78] - 9月21日、日本テレビ） - 主演・根津寅子 役[79]
- 杉咲花の撮休 第5話「従姉妹」・最終話「五年前の話」（2023年3月10日・17日、WOWOW） - 河野緑 役[80]
- アナウンサーたちの戦争（2023年8月14日、NHK総合） - 和田実枝子 役[81]
- デフ・ヴォイス 法廷の手話通訳士（2023年12月16日・23日、NHK総合・NHK BS4K） -  手塚瑠美 役[82]
- 新宿野戦病院（2024年7月3日 - 9月11日、フジテレビ） - 南舞 役[83][84]
- 地震のあとで 第1話『UFO が釧路に降りる』（2025年4月5日、NHK総合） - 小村未名 役[85][86]

#### ウェブドラマ
- 24時間女優-待つ女- 第8回（2014年2月14日、ひかりTV） - 主演・入江杏 役[注 5][87]
- 舞妓さんちのまかないさん（2023年1月12日、Netflix） - 百子 役[88]

### テレビアニメ
- なつなぐ!（2020年1月 - 3月、TOKYO MXほか） - 主演・欅夏奈 役[89]

### 劇場アニメ
- 劇場版 BLOOD-C The Last Dark（2012年6月2日、松竹） - 柊真奈 役[9]
- 「僕が愛したすべての君へ」・「君を愛したひとりの僕へ」（2022年10月7日、東映） - 瀧川和音 役（「僕が愛したすべての君へ」ではヒロイン）[90]

### 吹き替え
- ザ・フラッシュ（2023年6月16日、ワーナー・ブラザース映画） - カーラ・ゾー＝エル / スーパーガール 役（サッシャ・カジェ）[91]

### ラジオ
- SCHOOL OF LOCK! 「GIRLS LOCKS!」（2013年4月29日 - 10月3日、TOKYO FM） - 第5週目パーソナリティー[92]
- 橋本愛 げいじゅつ談話（2018年1月3日、TBSラジオ） - パーソナリティ
- 橋本愛の、ここにしかないどこかへ（2020年12月3日 - 2021年3月25日、MBSラジオ） - パーソナリティー[93][94]
  - 橋本愛の、今ここにしかないどこかへ（2021年8月9日、MBSラジオ） - パーソナリティー[95]

### CM
- 高宮学園 代々木ゼミナール（2010年2月 - 2011年3月）
- MSD 企業（2010年10月 - 12月）
- meiji
  - 手作りチョコレシピ（2011年1月 - 12月）
  - 果汁グミ（2011年5月 - 12月）
- カプコン 「MARVEL VS. CAPCOM 3 Fate of Two Worlds」（2011年2月 - 3月）
- NTT東日本 春のお祝い電報（2011年3月 - 4月）
- サントリー BOSS贅沢微糖（2011年8月 - 2013年9月・2014年2月[96] - ）
- 東京ガス MiSTY（2012年10月 - 2013年3月）[97]
- NTT docomo 「ドコモ田家」（2013年1月 - 3月） - ムスメドコモダケ 役
- TOYOTA SPADE（2014年4月 - ）[98]
- 大塚製薬 ポカリスエット・イオンウォーター（2016年4月 - ）
- 資生堂 ホワイトルーセント（2019年2月 - ）
- 日本ハム シャウエッセン とろける4種チーズ「驚く人々 第一話『追われる』」篇、「驚く人々 第三話『鏡』」篇（2021年3月 - ）[99]
- 中央日本土地建物グループ『BAUS』毎日を自分らしく～ 「毎日を、自分らしく」篇（WebCM)[100]
- 日本特殊陶業（2022年2月1日 - ）[101]
- キリン「スプリングバレー」（2022年3月 - ）[102]

### 広告
- 日本損害保険協会 防火ポスター（2011年）
- ジョンソン・エンド・ジョンソン / ビジョンケアカンパニー アキュビュー キャンペーンキャラクター（2012年 - 2013年）[103]
- JOURNAL STANDARD  2018 SPRING - SUMMER イメージキャラクター（2018年）[104]
- 第34回東京国際映画祭 フェスティバル・アンバサダー（2021年）[17]
- 第35回東京国際映画祭 フェスティバル・アンバサダー（2022年）[18]

### MV
- JUJU 「Hello, Again 〜昔からある場所〜」（2010年7月28日）
- Base Ball Bear 「senko_hanabi」（2013年8月3日）[105]
- 大森靖子
  - 「ミッドナイト清純異性交遊」（2013年12月11日）[106]
  - 「君と映画」（2013年12月11日）[107]
  - 「堕教師」- 歌唱参加[108]（2021年3月11日）[109]
- モーモールルギャバン 「モーモールル・℃・ギャバーノ」（2014年6月25日）[注 6][110]
- 橋本愛「木綿のハンカチーフ / THE FIRST TAKE」（2020年12月25日）[111]
- XIIX 「まばたきの途中 feat. 橋本愛」（2022年7月13日）[112]
- 水野良樹 「ただ いま(with 橋本愛)」（2023年2月15日）[113]
- 中嶋イッキュウ 「Our last step」（2025年3月5日）[114]

### 舞台
- 月刊「根本宗子」第13号『夢と希望の先』（2016年9月28日 - 10月2日、本多劇場）[115]
- ラヴ・レターズ〜こけら落としスペシャル〜（2020年2月23日、PARCO劇場） - 朗読劇[116][117]
- MISHIMA2020「『班女』（近代能楽集より）」（2020年9月26日・27日、日生劇場） - 花子 役[118]
- 水と火と木、そして再生の物語（2022年3月12日、熊本県立劇場）[119]
- ローエングリン（2024年10月5日・6日、神奈川県立県民ホール 大ホール） - 主演・エルザ / ローエングリン 役[120]

### ドキュメンタリー
- ドキュメント 断層帯を行く〜熊本地震から1年半〜（2017年10月22日、NHK総合） - ナレーション
- NNNドキュメント'19「語るのは、私たち。熊本地震3年の現在地」（2019年4月、くまもと県民テレビ制作、日本テレビ系列・BS日テレ・日テレNEWS24） - ナレーション
- 福島 幻の銘酒 十年目の復活（2021年4月11日、NHK BS4K） - 語り[121]
- NHKスペシャル 新・ドキュメント太平洋戦争（NHK総合） - 朗読[122]
  - 「1941 第1回 開戦（前編）」（2021年12月4日）[123]
  - 「1941 第1回 開戦（後編）」（2021年12月5日）[124]
  - 「1944 絶望の空の下で」（2024年8月15日）[125]

### その他
- 橋本愛の南仏紀行（2010年11月23日、TBSチャンネル）
- 鶴瓶のスジナシ!（2013年1月23日、中部日本放送）
- メロディーは時をこえて～歌いつぐ筒美京平の世界～（2021年3月28日、NHK BSプレミアム）[126]
- セッション 今を駆ける君と「2021春 橋本愛、叫ぶ。」（2021年3月29日、NHK Eテレ）[127]
- 連食テレビエッセー『きみと食べたい -北海道・余市編- 』(2022年2月9日、NHK Eテレ）[128]
- 言葉にできない、そんな夜。（2022年4月8日 - 、NHK Eテレ）- 4月ゲスト[129]

## 書籍

### 写真集
- あいの降るほし（2012年7月27日、ワニブックス、撮影：熊谷貫）ISBN 978-4847044755

### 雑誌連載
- Seventeen（2009年10月号 - 2014年6月号、集英社） - 専属モデル

### 漫画表紙
- 通学路 〜君と僕の部屋〜 （同名小説の漫画化の紙書籍版、原作：みゆ、作画：長谷瑠依、2011年12月22日、マーガレットコミックス）